# Metapenaeopsis marquesas
Metapenaeopsis marquesas är en kräftdjursart som beskrevs av Crosnier 1991. Metapenaeopsis marquesas ingår i släktet Metapenaeopsis och familjen Penaeidae. Inga underarter finns listade i Catalogue of Life.